# Corinne Herrmann
Pour les articles homonymes, voir Herrmann.
Corinne Herrmann, née en 1962 à Pointe-Noire, en République du Congo, est une avocate et criminologue française ayant prêté serment le 16 juin 2010. Spécialisée dans le droit pénal, elle a travaillé notamment sur plusieurs affaires non résolues. Elle exerce au sein du Cabinet Sia Avocats en tant qu'associée aux côtés de Me Sonia Kanoun. 

## Biographie
Née en République du Congo, où son grand-père a travaillé 45 ans, Corinne Herrmann revient en Alsace dès son plus jeune âge, où elle entame des études parallèlement à la faculté de droit et aux Arts décoratifs, passionnée de peinture. Partie continuer sa formation à Paris, elle obtient en 1988 une maîtrise du droit des affaires, ce qui ne l'empêche pas de passer par la suite un DESS en réseaux de distribution. Chargée de développement d'un réseau de magasins de linge de maison en franchise, puis dans l'alimentaire, elle tombe malade en 1992 et cesse toute activité pendant deux ans. Elle devient avocate en 2010. Elle est la nièce de l'avocat Pierre Gonzalez de Gaspard.

## Affaires criminelles
Corinne Herrmann a défendu Francis Heaulme, un tueur en série français, surnommé le « Routard du crime », et est intervenue comme avocate dans plusieurs affaires criminelles notoires, dont des affaires criminelles non résolues :
- affaire des disparues de l'Yonne ;
- affaire Fourniret ;
- affaire des disparus de Mourmelon ;
- affaire des disparus de l'Isère ;
- affaire Cécile Bloch ;
- affaire Leroy[7] ;
- affaire Estelle Mouzin ;
- affaire des disparues de l'A6 ;
- affaire Keller ;
- affaire Joanna Parrish
- affaire Tiphaine Véron[8];

### Documentaire télévisé
- Martin Blanchard, Les Disparues de l'A26, France, 2014, 52 minutes. Première diffusion sur France 2 en février 2014.